# Josephine McKim
Josephine McKim   (Oil City, 4 de gener de 1910 - Woodstock, 10 de desembre de 1992), també coneguda pel seu nom de casada Josephine Chalmers, va ser una nedadora estatunidenca que va competir durant les dècades de 1920 i 1930.
El 1928 va prendre part en els Jocs Olímpics d'Amsterdam, on disputà dues proves del programa de natació. Guanyà la medalla de bronze en la prova dels 400 metres lliures i va disputar la primera eliminatòria dels 4x100 metres lliures, però en la final va ser substituïda per Eleanor Garatti. Quatre anys més tard, als Jocs de Los Angeles, tornà a disputar dues proves del programa de natació. Guanyà la medalla d'or en els 4x100 metres lliures, fent equip amb Helen Johns, Eleanor Saville i Helene Madison, mentre que en els 100 metres lliures fou quarta.
Va fer de doble de Maureen O'Sullivan en un nu aquàtic que fou eliminat de la pel·lícula d'aventures Tarzan i la seva companya (1934). També va tenir un petit paper com una sirena a La núvia de Frankenstein (1935). Aquest paper es va repetir a The King Steps Out (1936). Amb el seu company olímpic Buster Crabbe té un paper a Lady Be Careful (1936). Posteriorment, entre 1938 i 1942, va fer carrera a Broadway, en obres com "Family Portrait" (1939) i "Night Dance" (1938), entre d'altres.
El 1991 fou incorporada a l'International Swimming Hall of Fame.